# サトシ (アニメポケットモンスター)
サトシは、ゲームフリークのゲームソフト『ポケットモンスター』シリーズを原作とする、アニメ『ポケットモンスター』シリーズの登場人物。
第1シリーズ『PM』から第7シリーズ『PM2』までの全シリーズ通しての主人公であり、前述の作品群のほぼ全編に渡って登場する。
声は全編で松本梨香が担当。『PM2』では、幼少期の声を武田華が担当。
「サトシ」という名前は、『ポケットモンスター』の生みの親であり、ゲームフリークの代表取締役を務める田尻智から付けられた。

## 日本国外名
- 英語：Ash Ketchum（アッシュ・ケッチャム）[注釈 3]
- フランス語
  - ヨーロッパ・フランス語：Sacha du Bourg-Palette（サシャ・デュ・ブール・パレット）[注釈 4]
  - ケベック・フランス語：Ash Ketchum（アッシュ・ケッチャム）[注釈 5]

- 韓国語：ハン・ジウ（ハングル：한지우、ローマ字：Jiwoo Han）
- 中国語
  - 北京語：小智（拼音: xiǎo zhì; 注音: ㄒㄧㄠˇㄓˋ）
  - 広東語（香港）：小智（粤拼: siu2 ji3）

## 人物
「ポケモンマスター」を目指す10歳の少年。カントー地方・マサラタウン出身。一人称は「俺」。母親はハナコ。
元気で明るい性格。調子に乗りやすい、負けず嫌いといった短所が災いして手痛い失敗をすることもあったが基本的には周囲に対して優しく柔軟に接している。また正義感が強く、一つの事に向かって突き進む真っすぐで純粋な心の持ち主でもある。
初期はこれらの短所や知識不足が目立っていたが、数々の出逢いと別れを経て心技共に成長を重ね、各地方の大会で実績を残すまでになる。
人間・ポケモンを問わず、仲間の事をとても大切に思っているため、いざとなれば自ら危険な場所へ飛び込んだり、身を挺して仲間を守る場面も多い。そうした面が指示を聞かなかったポケモンや出会った人々の心を動かすきっかけになっている。一方、恋愛に関してはかなり鈍感で、仲間たちに呆れられる事もしばしばある。
ポケモントレーナーを志すようになったのは、幼い頃に野生のポケモンを探しに入った森で迷子になり、突然降り出した雨をやり過ごすために野生のポケモンたちと木陰で雨宿りした時に、「ポケモントレーナーになって、ポケモントレーナーたちと一緒に冒険したい」という夢を持ったからである。
ポケモンバトルが大好きで、バトルでは「攻撃は最大の防御」をモットーとしている。バトルフィールドを活かした、速さと勢いのある戦術が持ち味。反面、速さが無く攻撃を受け止めて反撃するバトルは苦手とし、そうしたポケモンでの勝率は悪い。
かなりの食いしん坊であり、食べる事を最優先する時もある。好きな食べ物はコロッケ。
下着はトランクスを愛用していて初期の頃は白色、その後縦縞や水色を穿いている。
鏡の世界や反転世界などの別世界では、泣き虫な性格で一人称も「僕」となっている。
テレビシリーズ本編ではPM第1話から特別編・番外編を除く全てのエピソードに登場していたが、PM2第32話、第133話は本編において登場しないエピソードとなった。サイドストーリーでは回想を除いて殆ど登場せず、ポケモンがメインとなる劇場短編・OVAでも登場しない作品がある。
また、各TVシリーズ、またはそれらと関連しない映画作品ごとに服装を変えているがキャップ棒、リュック、スニーカーはいずれも着用。TVシリーズではAG、PM2以外は対応するゲーム版男主人公の色違いである。
またPM〜DP、BW〜XY、SM、PM2、一部映画作品ごとにキャラクターデザインにマイナーチェンジが加えられている。

## サトシのポケモン

### ピカチュウ
- 声 - 大谷育江
- 特性：せいでんき
- 登場時期：全シリーズ

1話から登場。サトシの最初のポケモンであり最高のパートナー。

### 各シリーズ
サトシのポケモン (カントー・オレンジ諸島編)
カントー・オレンジ諸島編に登場。
サトシのポケモン (ジョウト編)
ジョウト編に登場。
サトシのポケモン (アドバンスジェネレーション)
アドバンスジェネレーションに登場。
サトシのポケモン (ダイヤモンド&パール)
ダイヤモンド&パールに登場。
サトシのポケモン (ベストウイッシュ)
ベストウィッシュに登場。
サトシのポケモン (XY)
XYに登場。
サトシのポケモン (サン&ムーン)
サン&ムーンに登場。
サトシのポケモン (テレビアニメ第7シリーズ)
テレビアニメ第7シリーズに登場。
サトシのポケモン (テレビアニメ第8シリーズ)
テレビアニメ第8シリーズに登場。
|    | でんき | ノーマル | くさ | ほのお | みず | むし | ひこう | どく | じめん | いわ | こおり | かくとう | エスパー | ゴースト | ドラゴン | あく | はがね | フェアリー |
| -- | ------ | -------- | ---- | ------ | ---- | ---- | ------ | ---- | ------ | ---- | ------ | -------- | -------- | -------- | -------- | ---- | ------ | ---------- |
| KT | ○      | ◎        | ○    | ○      | ◎    | ○    | ◎      | ◎    |        |      | ○      | ○        | ○        |          |          |      |        | ○          |
| JT |        | ○        | ○    | ○      | ○    | ○    | ○      |      | ○      |      |        | ○        |          |          |          |      |        |            |
| AG |        | ◎        | ○    | ○      | ○    |      | ○      |      |        |      | ○      |          |          |          |          |      |        |            |
| DP |        | ○        | ○    | ○      | ○    |      | ◎      |      | ◎      |      |        | ○        |          |          | ○        |      |        |            |
| BW |        | ○        | ◎    | ○      | ◎    | ○    | ○      |      | ◎      | ○    |        | ◎        |          |          |          | ◎    |        |            |
| XY |        | ◉        |      | ○      | ○    |      | ◎      |      |        |      |        | ○        |          |          | ◎        | ○    |        |            |
| SM |        |          | ○    | ○      |      |      | ○      | ○    |        | ○    |        |          |          |          | ○        | ○    | ○      |            |
| WM |        |          |      |        | ○    |      | ○      | ○    |        |      |        | ◎        |          | ○        | ◎        |      | ○      |            |
| LR | ○      | ○        |      | ○      |      |      | ○      |      |        |      |        | ○        |          | ◎        |          | ○    |        |            |

「○」は単体ゲット、「◎」は複数体ゲット、「◉」は進化前の元のタイプを意味する。

## 略歴
カントー地方
ポケモンマスターになる事を夢見る10歳の少年・サトシは、ポケモントレーナーとしての旅立ちの日にオーキド博士からピカチュウを受け取る。そして、ハナコらに見送られながらピカチュウとともにマサラタウンを旅立つ。
初めはピカチュウとの仲はうまくいかなかったが、オニスズメの大群に襲われた事がきっかけで互いに心を通わせる。その時、頭上を伝説のポケモン・ホウオウが飛んでいく。
その後、ポケモンリーグ出場に必要な8つのジムバッジを手に入れるため、カントー地方各地のポケモンジム巡りをはじめるとともに、オニスズメに追われている途中で出会ったカスミ、ニビジムで出会ったジムリーダーのタケシと3人で旅をする事になる。
ジムを巡り8つのバッジを獲得した後、カントーポケモンリーグ・セキエイ大会に出場する。4回戦まで勝ち進み、続く決勝トーナメント1回戦でヒロシに敗退。ベスト16の成績を残す。

オレンジ諸島
オーキド博士のお使いで、ウチキド博士から不思議なモンスターボールであるGSボール（ジーエスボール）を受け取るために、タケシ、カスミとともにオレンジ諸島へ旅立つ。
ウチキド研究所に残る事にしたタケシと別れた後、マサラタウンに向かっていたが途中でトラブルに遭遇する。辿り着いたボンタン島でケンジと出会い、カスミ、ケンジと3人で旅をする事になる。
オレンジ諸島でのリーグの存在を知った後は、出場に必要な4つのバッジを手に入れるためオレンジ諸島各地のジムを巡る。
ジムを巡り4つのバッジを獲得した後、オレンジリーグ・ウィナーズカップに出場。ユウジに勝利し、『オレンジリーグ名誉トレーナー』の称号を得る。

ジョウト地方
マサラタウンに戻り、シゲルと初のバトルをするも敗北。彼がジョウト地方に旅立ったこととジョウトポケモンリーグの存在を知り、彼に触発されるように、オーキド研究所に残ったケンジと別れ、再びカスミとマサラタウンに戻っていたタケシとともにジョウト地方に旅立つ。リザードン、ゼニガメ、フシギダネがそれぞれの理由で手持ちから離脱するも、8つのジムバッジを獲得しジョウトポケモンリーグ・シロガネ大会に出場。出場選考会や予選を勝ち抜き、決勝トーナメント1回戦のシゲルとのバトルに勝利。そして2回戦でハヅキとのバトルに敗れ、ベスト8となる。

ホウエン地方
ジョウトポケモンリーグ終了後、カスミやタケシと別れマサラタウンに戻る。ピカチュウ以外の手持ちポケモンをオーキド研究所に預けて、ホウエン地方に旅立つ。ホウエン地方ではハルカやマサトと出会い、さらに追いかけてきたタケシと合流し、4人で旅をする事になる。マグマ団やアクア団の悪事に巻き込まれながらも立ち向かい、その陰謀をチャンピオン・ワタルとともに打ち砕く。ジム戦にも勝ち続け、ホウエンポケモンリーグ・サイユウ大会に出場。大会を勝ち進み、決勝トーナメント2回戦でマサムネに勝利。次の試合でテツヤに敗れ、ベスト8となる。
以前と比べるとトラブルに遭遇したり自分の未熟を指摘されても冷静かつ的確な対処ができるようになり、ハルカとマサトに先輩トレーナーとして助言する描写も見られた。
カントー地方・バトルフロンティア
仲間達と別れマサラタウンに帰る途中、トキワシティでエニシダと出会い、バトルフロンティアの存在を知る。マサラタウンにやってきたハルカやマサト、タケシと新たな旅を始め、バトルフロンティア制覇を目指す。制覇後、同時にバトルフロンティアのフロンティアブレーン候補者となる。

シンオウ地方
バトルフロンティア制覇後、ハルカ達と別れてマサラタウンに帰郷し、シゲルのエレキブルとのバトルに惜敗。ピカチュウとエイパム以外の手持ちのポケモンをオーキド研究所に預け、シンオウ地方へ旅立つ。シンオウ地方ではタケシと偶然再会し、その後ヒカリと出会い3人で旅をする事になる。リッシ湖では半透明な姿の伝説のポケモン・アグノムに出会う。旅の途中でギンガ団の起こす事件に巻き込まれながらも、チャンピオンのシロナや湖の伝説のポケモンの協力もありその陰謀を阻止する。
序盤で出逢ったシンジとはポケモンに対する考え方や育成方針を巡って度々対立していたが、バトルを重ねるうちに一定の理解を示すようになり、互いを認め合うライバルの1人となる。
シンオウポケモンリーグ・スズラン大会に出場。1回戦でナオシを、3回戦でコウヘイを倒し、準々決勝ではシンジと対決し勝利する。準決勝ではタクトとのバトルに敗退し、ベスト4となる。

イッシュ地方
ピカチュウ以外の手持ちのポケモンを預け、オーキド博士の旅行に母ハナコと共に同行しイッシュ地方を訪れる。元々旅をする予定ではなかったが、イッシュポケモンリーグ出場を決意したため旅に出る。その後、アイリスやデントと出会い、3人で旅をする事になる。
ジムバッジを8個をゲットして、イッシュポケモンリーグ・ヒガキ大会に出場。大会では予備選でシューティーに、3回戦でケニヤンに勝利する。そして4回戦でコテツに敗退し、ベスト8となる。
大会後はカノコタウンへと戻り、そこでアララギ博士から伝説のポケモン・レシラムにまつわる「白の遺跡」の話を聞いて興味を持ち、再びアイリス、デントと共に旅立つ。旅の途中で謎の青年・Nと出会い、プラズマ団との抗争に巻き込まれていく。白の遺跡でレシラムの復活を目論むプラズマ団と戦い、ポケモンコントロールマシンを破ってプラズマ団の野望を食い止める。

デコロラ諸島
白の遺跡からアララギ研究所へ戻った後は、アイリス、デントと共に船でデコロラ諸島を巡りながらカントーへの帰路につく。途中でカロス地方出身のポケモンルポライターのパンジーと出会い一緒にマサラタウンへ向かう。

カロス地方
ヤマブキシティで仲間達と別れた後、マサラタウンへ戻りポケモン達と再会。オーキド研究所でパンジーからカロス地方の事を聞く。ピカチュウ以外の手持ちポケモンをオーキド博士に預け、カロス地方へと旅立ち、カロスポケモンリーグ出場を目指す。途中、ミアレシティでシトロンとユリーカ、ハクダンシティでセレナと出会い、4人で旅をする事になる。
ヒャッコクジムで7つ目のバッジを手に入れ、エイセツシティへ向かう途中、ユリーカのポシェットにジガルデ・コア（プニちゃん）が迷い込んだ事で、フレア団との争いに巻き込まれていく。サンペイ達の忍者村で手持ちのゲコガシラがゲッコウガに進化し、そこで初めてキズナ現象からなる「サトシゲッコウガ」を発現させる。カロスポケモンリーグ・ミアレ大会では準決勝でショータに勝利。決勝ではアランとのバトルに敗れ、準優勝となる。しかしその後フレア団の計画が始動し、アランら仲間やカロス地方のジムリーダーらとともにフレア団の野望を食い止める。

アローラ地方
カロス地方から帰還後のストーリー。バリヤードが商店街の福引きでアローラ地方旅行を引き当て、ハナコ、ピカチュウ、バリヤードとともにアローラ地方へバカンスに行く事になる。
出発の前、オーキド博士からアローラ地方のポケモンスクールにいるナリヤ・オーキドに届け物をするよう頼まれる。
アローラ地方に到着しポケモンスクールを訪れた時に、リーリエ、カキ、マオ、スイレン、マーマネと出会う。
その後、ポケモンスクールでZワザを目の当たりにした事や島巡りの話を聞いた事、さらにはカプ・コケコと出会いZリングを授かった事からそれらに興味を持ち、アローラ地方に残ってポケモンスクールに通う事を決める。
スクールでの歓迎会の時に、再びカプ・コケコとバトルした事で島巡りに挑戦する事を決意。その後、スクールの生徒たちと学校生活を送りながら4つの島でそれぞれの試練に挑み、すべての試練に合格。島巡りを達成する。
アローラ地方にポケモンリーグが設立された後、アローラポケモンリーグ・マナーロ大会に出場する。予選と決勝トーナメントを勝ち進み、決勝でグラジオに勝利。初のリーグ優勝を果たす。後に行われたククイとのエキシビションバトルにも勝利し、名実ともにマナーロ大会の『初代チャンピオントレーナー』となった。この優勝は国内外に衝撃を与え、オリコンの記事がYahoo!ニューストップとして扱われた他、CNNもサトシの優勝を祝福した。

全ての地方
アローラ地方から帰還後のストーリー。カントー地方のクチバシティでルギアに出会った際、同時にゴウと初対面する。それをきっかけにサクラギ博士にリサーチフェローとして任命され、スマホロトムを託される。そしてリサーチフェローとしてゴウとともに各地方へ赴き、様々なポケモンと出会う事になる。
しばらくしてポケモンワールドチャンピオンシップスとダンデの存在を知り、ダンデとポケモンバトルをしてポケモンワールドチャンピオンシップス内での再戦を誓う。その後、正式にポケモンワールドチャンピオンシップスの選手となった。
入れ替え戦にて、当時ランキング8位のキバナに勝利した事で、マスターズエイト(ランキング上位8人の事)入りとシーズン最終戦にして、世界王者を決めるトーナメントであるマスターズトーナメントへの進出を決めた。
マスターズトーナメントでは、初戦でランキング3位・ホウエンチャンピオンのダイゴを、準決勝でランキング2位・シンオウチャンピオンのシロナを、そして、決勝ではランキング1位にして公式戦無敗を誇る絶対王者・ダンデをフルバトルの激闘の末下し、史上最年少での世界王者のタイトルを獲得した。
初代アローラチャンピオンの称号に続いて、世界王者のタイトルを獲得した事は、瞬く間に国内外で大ニュースとして取り上げられ、日本では、オリコン、Yahoo!ニュース、Livedoorで大々的に報じられ、さらには渋谷の電光掲示板をジャックするという異例の事態が起こり、現実のニュースのような形で速報として報じられた。
さらに、英国の大手報道機関であるBBCもサトシの優勝を祝福した。
その後互いの目標を達成した事でゴウとコハルと共にキャンプを開くが、サトシがピカチュウと旅に出る事を知ったゴウは別れる事でもう友達では無くなるのではないかと一度衝突したものの、ルギアとのレイドバトルで和解する。その後、さらなる夢を目指すために、リサーチフェローは解散し、ゴウとコハルと別れた。
『めざせポケモンマスター』
新無印の後のストーリー。見知らぬ地方を旅しながら、過去の仲間との再会、様々なポケモンとの出会いを繰り広げていく。
なお、今回はオーキド研究所・アローラのククイ宅・サクラギパークに預けたポケモンを話に合わせて手持ちを入れ替えながら旅をしている。
旅の道中にて、ロケット団との衝突によって怪我をしたラティアスが池に沈んでいたところを目撃した事で救出する。その後ロケット団に捕まりそうになったものの、サトシがラティアスを守るために体を張ったお陰で助けれてもらうことに成功する。
その後はカスミ、タケシとかつて共に旅をした仲間と再会し、再び同行する事になったが、ラティアスからは旅の一部始終を見守られており、サトシ達を何度も助けていた。再会したラティアスが彼女の仲間のラティオスの危機を察知すると、共にラティオスの救助に向かった。ラティアス・ラティオスと別れた後にマサラタウンへの帰還を決意し、帰途でカスミとタケシと別れる。
マサラタウンに帰還後、再会したシゲルから「チャンピオンになったキミはどれだけポケモンマスターに近づけたかな？」と問われるが、暫く考えた末に「チャンピオンはゴールじゃない。俺はまだチャレンジャーなんだと思っている」と前置きし、「世界中全部のポケモンと友達になるのがポケモンマスターである」という結論に至る。そしてハナコが用意した新しい靴を履いてピカチュウと共に再び旅立つ。

## 実績
| ポケモンリーグ                       | 順位     | 放送話数            |
| ------------------------------------ | -------- | ------------------- |
| カントーポケモンリーグ・セキエイ大会 | ベスト16 | PM第76話 - 第82話   |
| ジョウトポケモンリーグ・シロガネ大会 | ベスト8  | PM第268話 - 第274話 |
| ホウエンポケモンリーグ・サイユウ大会 | ベスト8  | AG第126 - 第131話   |
| シンオウポケモンリーグ・スズラン大会 | ベスト4  | DP第182話 - 第189話 |
| イッシュポケモンリーグ・ヒガキ大会   | ベスト8  | BW2第19話 - 第24話  |
| カロスポケモンリーグ・ミアレ大会     | 準優勝   | XY&Z第32話 - 第38話 |
| アローラポケモンリーグ・マナーロ大会 | 優勝     | SM第128話 - 第139話 |

| 資格・称号         | 所有物                   | 放送話数           |
| ------------------ | ------------------------ | ------------------ |
| オレンジリーグ     | 名誉トレーナー           | PM第113話、第114話 |
| バトルフロンティア | フロンティアブレーン候補 | AG第189話、第190話 |
| バトルシャトー     | バロン                   | XY第20話           |

| バトル大会                              | 順位     | 放送話数          |
| --------------------------------------- | -------- | ----------------- |
| P-1グランプリ                           | 優勝     | PM第29話          |
| 草ポケモントーナメント                  | 準優勝   | PM第180話         |
| リキシータウン・ポケモン相撲大会        | 優勝     | PM第196話         |
| うずまきカップ                          | ベスト32 | PM第219話         |
| ポケモンタッグバトル大会                | 優勝     | DP第50話 - 第52話 |
| ライモンシティ・ドンバトル              | 準優勝   | BW第39話 - 第42話 |
| トアルタウン・ドンナマイト              | ベスト4  | BW第70話 - 第73話 |
| カゴメタウン・ワールドトーナメントJr.杯 | 準優勝   | BW2第6話 - 第9話  |
| マリンカップトーナメント                | 優勝     | BW2DA第3話        |
| ホタチキング決定戦                      | 失格     | BW2DA第4話        |
| ミノリ島・ポケモン相撲大会              | 優勝     | BW2DA第12話       |
| ロイヤルドーム・バトルロイヤル          | 不明     | SM第63話          |
| バトルフロンティア・ビードロカップ      | 優勝     | PM2第7話          |
| ポケモンワールドチャンピオンシップス    | 優勝     | PM2第18話 - 132話 |

| コンテスト                               | 順位    | 放送話数           |
| ---------------------------------------- | ------- | ------------------ |
| トネリコタウンお祭りコンテスト（非公式） | 優勝    | AG第191話、第192話 |
| ポケモンコンテスト・コトブキ大会         | ベスト8 | DP第11話、第12話   |
| ミクリカップ                             | ベスト8 | DP第77話、第78話   |

| その他                                   | 順位      | 放送話数          |
| ---------------------------------------- | --------- | ----------------- |
| ポケモンレース                           | 優勝      | PM第33話          |
| 消防グランプリ                           | 1回戦敗退 | PM第149話         |
| 自然公園・虫取り大会                     | 優勝      | PM第163話         |
| アズマオウ・フィッシング大会             | 不明      | PM第170話         |
| ポケモン気球大会                         | 優勝      | PM第204話         |
| ポケモンライド大会                       | 優勝      | PM第230話         |
| からくり屋敷大会                         | 不明      | AG第39話          |
| ポケリンガクロスゲート大会               | 優勝      | AG第80話          |
| ポプリ島ポケモンオリエンテーリング大会   | 不明      | AG第159話         |
| ポケモンなりきり大会                     | 最終審査  | DP第33話          |
| ヨスガコレクション                       | 特別賞    | DP第86話          |
| ポケリンガウインドタウン大会             | 優勝      | DP第118話         |
| ポケモンピンポン・タツナミ大会           | 1回戦敗退 | DP第124話         |
| ツバキタウン・ポケスロン大会             | 準優勝    | DP第160話         |
| ポケモンスカイリレー大会                 | 準優勝    | XY第77話          |
| メレメレ島ポケモンパンケーキレース       | 準優勝    | SM第13話          |
| デンヂムシレース・コケコカップ           | 優勝      | SM第41話          |
| ラナキラマウンテン・ポケゾリジャンプ大会 | 記録なし  | SM第60話          |
| エキシビジョンバトル                     | 勝利      | SM第141話 - 144話 |

| 劇場版                             | 順位   | 上映作品                            |
| ---------------------------------- | ------ | ----------------------------------- |
| アルトマーレ・水上レース           | 失格   | 水の都の護神 ラティアスとラティオス |
| オルドラン城・バトル大会           | 優勝   | ミュウと波導の勇者 ルカリオ         |
| フウラシティ・ポケモンゲットレース | 準優勝 | みんなの物語                        |